# کمدی توهین‌آمیز
کمدی توهین‌آمیز یا کمدی توهین‌کننده (انگلیسی: Insult comedy) گونه‌ای از کمدی است که در آن کمدین برای سرگرم کردن مخاطب بیشتر به توهین به شرکت‌کنندگان یا دیگر کمدین‌ها می‌پردازد. کمدی توهین‌آمیز متفاوت از طنز انتقادی است.